# 南澳県
南澳県（なんおうけん）は中華人民共和国広東省汕頭市に位置する県。

## 地理
広東省沿岸の南澳島などからなる同省唯一の離島県である。
南東部の離島の南澎列島周辺には湧昇、岩石海岸、サンゴ礁、藻場などがあり、一帯にはウバザメ、ジンベエザメ、オオウミウマ、カラシラサギ、シロハラグンカンドリ、アホウドリなどが生息し、5種のウミガメの産卵地でもある。2015年にラムサール条約登録地となった。

## 歴史
1732年（雍正10年）、清朝により南澳庁が設置され海防同知が駐在した。中華民国成立の1912年に県に改編され現在に至る。

## 行政区画
3鎮を管轄する
- 後宅鎮、雲澳鎮、深澳鎮

## 交通

### 道路
- 国道
  - G539国道